# Luigi Snozzi
Luigi Snozzi (Mendrisio, 29 juli 1932 – Minusio, 29 december 2020) was een Zwitsers architect, geboren in het Italiaanstalige kanton Ticino (in dezelfde stad als Mario Botta, die evenals Snozzi deel uitmaakt van de 'Tessiner School').
Na zijn studie aan de technische hogeschool ETH Zürich (1952–1957) en stages bij de architecten Peppo Brivio in Locarno en Rino Tami in Lugano, begon Snozzi zijn carrière als architect in 1958 met een eigen bureau in Locarno.
Van 1975 tot 1988 had het architectenbureau van Snozzi een tweede vestiging in Zürich (samen met Livio Vacchini); daarna in Lausanne. Vanaf 1975 was hij gastdocent aan de École Polytechnique Fédérale in Lausanne; van 1985 tot 1997 hoogleraar.
De Nederlandse architect Jo Coenen studeerde in 1977 bij Snozzi in Locarno. Toen Coenen eind jaren 80 het masterplan maakte voor de wijk Céramique in Maastricht, bedacht hij zijn leermeester met een deelopdracht. Snozzi ontwierp het appartementencomplex Stoa, een ruim 300 meter lang gebouw aan het Charles Eyckpark met 131 luxe appartementen die alle uitzicht hebben op de Maas.
Luigi Snozzi overleed eind 2020 op 88-jarige leeftijd.

## Ontwerpen van Luigi Snozzi

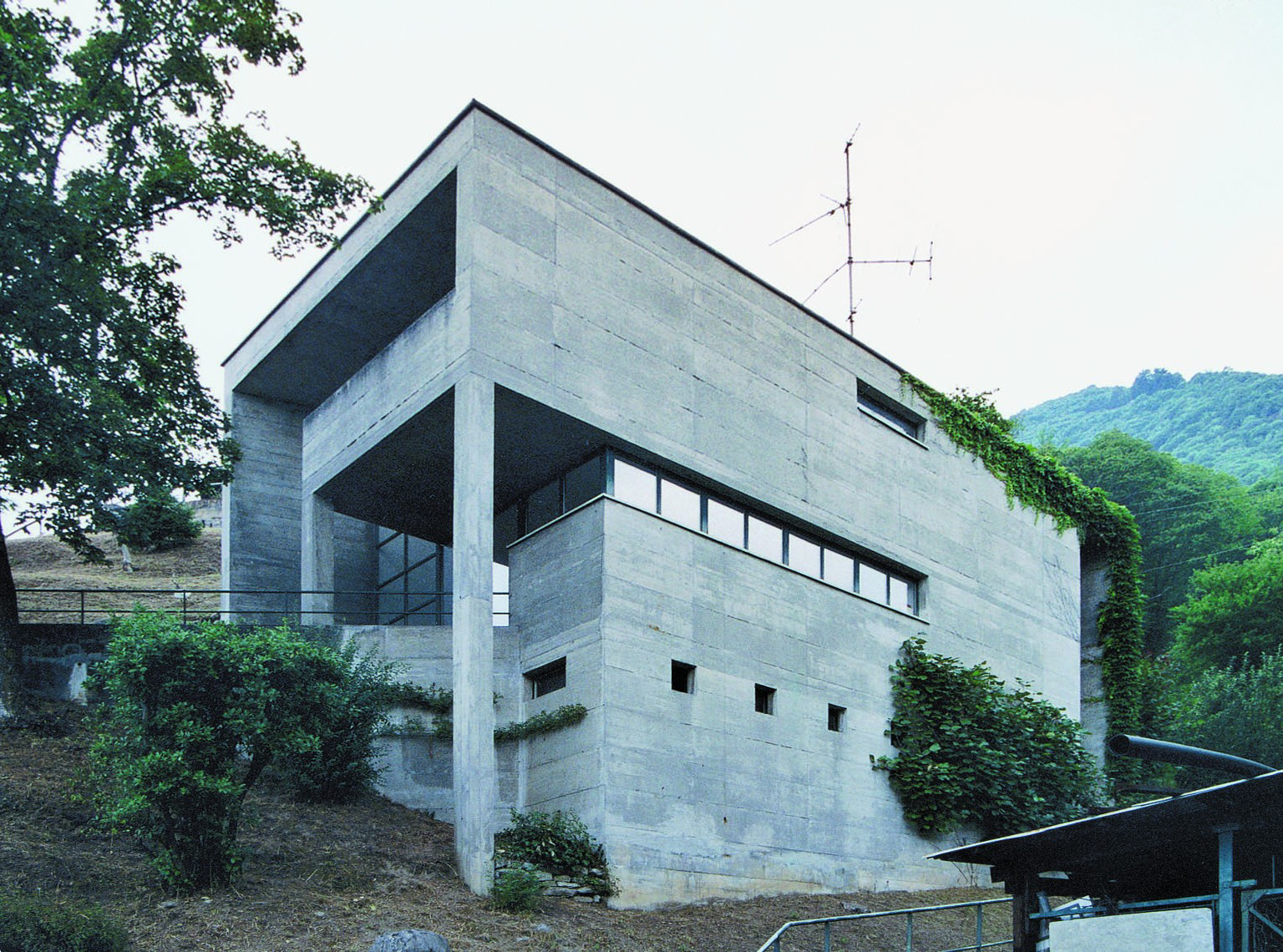
Casa Kalman, Brione sopra Minusio, 1975-1976
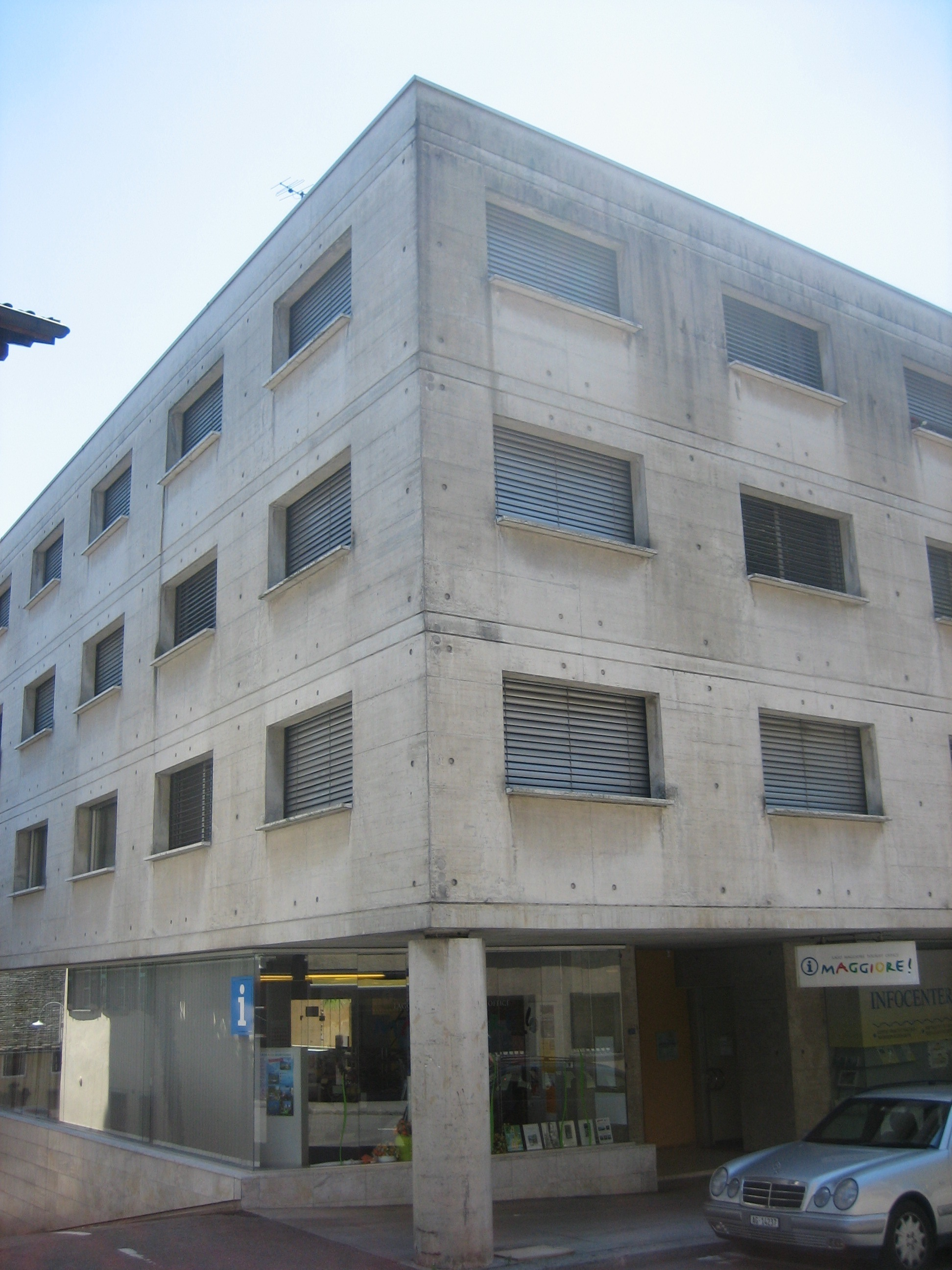
Bianchini, Brissago, 1985-1987
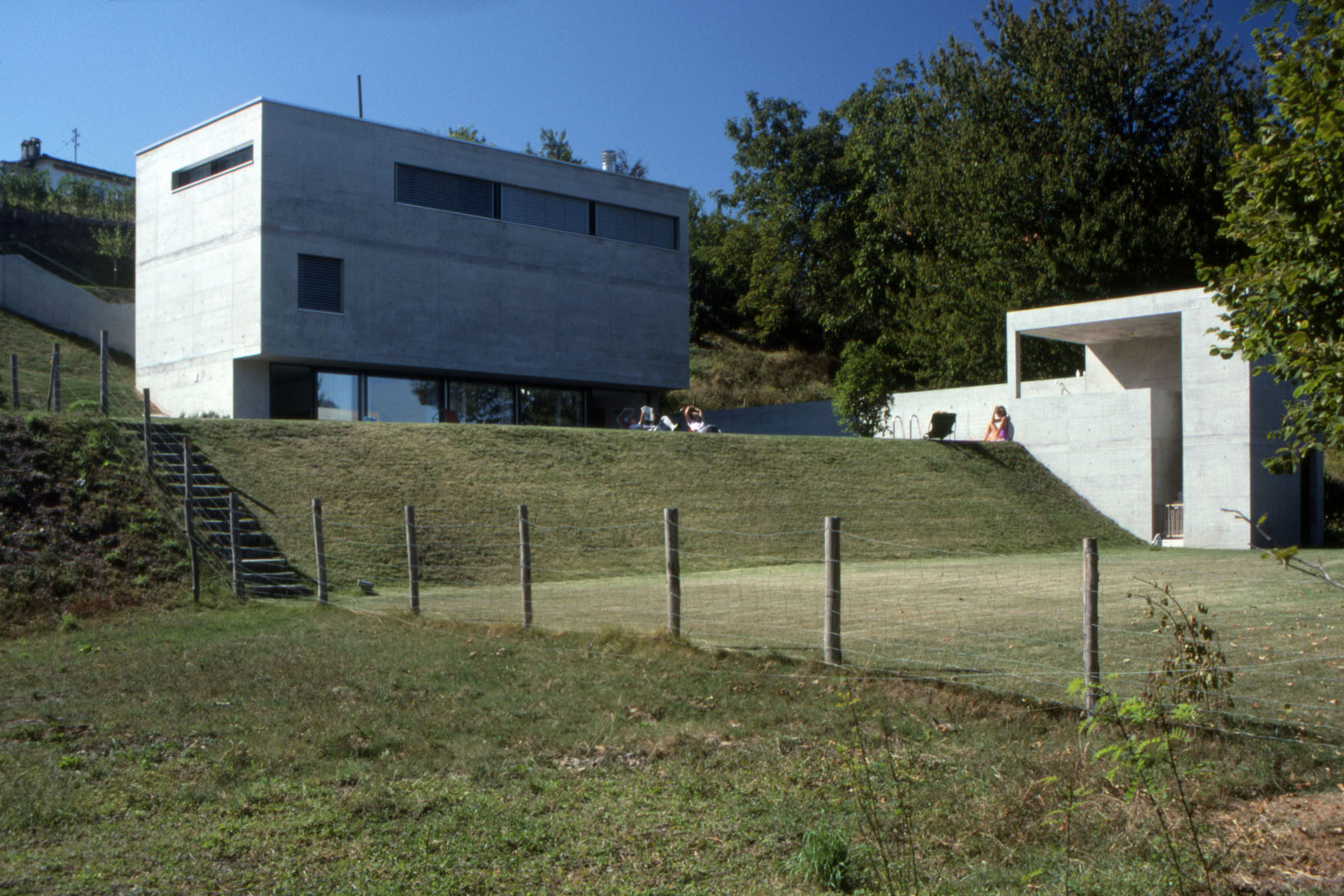
Casa Bernasconi, Carona, 1989
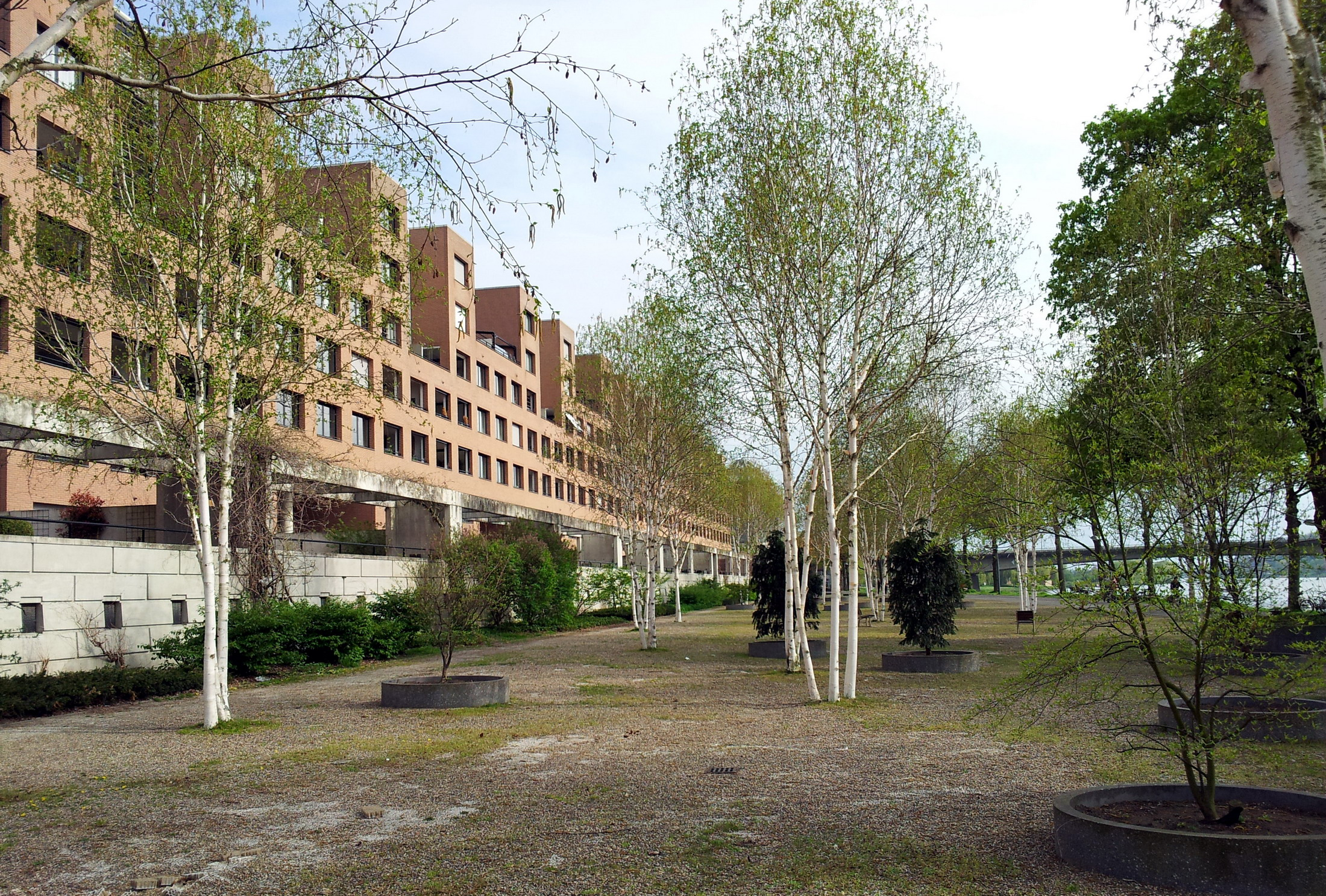
Stoa, Maastricht, 1991-2002

- Base de données des élites suisses: 81201
- Bibsys: 90143525
- Bibliothèque nationale de France: cb12135135c (data)
- Catàleg d'autoritats de noms i títols de Catalunya: 981058602716006706
- CiNii: DA02125426
- Gemeinsame Normdatei: 119226758
- Historisch woordenboek van Zwitserland: 027424
- International Standard Name Identifier: 0000 0000 8174 786X
- Library of Congress Control Number: n85065730
- Nationale Bibliotheek van Israël: 987007396117405171
- Réseau des bibliothèques de Suisse occidentale: 02-A003840985
- RKD-Nederlands Instituut voor Kunstgeschiedenis: 247363
- Istituto Centrale per il Catalogo Unico: CFIV017427
- SNAC: w6327cjt
- Système universitaire de documentation: 075753936
- Union List of Artist Names: 500025579
- Virtual International Authority File: 109491818
- WorldCat: E39PBJht8G3J3DTcPJ7tjXCWjC